# Lomba (Lajes das Flores)
Lomba é uma freguesia portuguesa do município das Lajes das Flores, na ilha das Flores, Região Autónoma dos Açores, com 10,02 km² de área e 200 habitantes (censo de 2021). A sua densidade populacional é 20 hab./km².
A freguesia da Lomba situa-se na região central da costa leste da ilha das Flores, a cerca de 5 km da sede do concelho, no limite com o vizinho concelho de Santa Cruz das Flores. A paróquia católica correspondente tem São Caetano de Thiene como orago.

## Demografia
A população registada nos censos foi:
| Distribuição da População por Grupos Etários | Distribuição da População por Grupos Etários | Distribuição da População por Grupos Etários | Distribuição da População por Grupos Etários | Distribuição da População por Grupos Etários |
| -------------------------------------------- | -------------------------------------------- | -------------------------------------------- | -------------------------------------------- | -------------------------------------------- |
| Ano                                          | 0-14 Anos                                    | 15-24 Anos                                   | 25-64 Anos                                   | > 65 Anos                                    |
| 2001                                         | 37                                           | 26                                           | 95                                           | 39                                           |
| 2011                                         | 41                                           | 20                                           | 109                                          | 36                                           |
| 2021                                         | 28                                           | 25                                           | 115                                          | 32                                           |

## A freguesia
A freguesia da Lomba, situada na costa este-sueste da ilha das Flores, confina com as freguesias da Fazenda, a sul, e da Caveira, a norte. Situada a 5 quilómetros da sede concelhia, a Lomba marca, nas margens da Ribeira da Silva, o termo do concelho das Lajes das Flores, fazendo aí fronteira com o município de Santa Cruz. O topónimo é derivado da localização da freguesia, sobre uma alta ponta que avança sobre o mar, bem delimitada pelos vales encaixados de duas possantes ribeiras. De facto, o lugar é uma verdadeira lomba no sentido topográfico do termo, que em tempos se terá chamado Lomba da Boa Vista.
A freguesia tinha 200 habitantes no censo de 2021. O setor de actividade dominante é o primário, ocupando mais de 60% da população ativa, predominando a bovinicultura.
Em busca de melhores condições de vida, entre as décadas de 1960 e de 1980, uma parte substancial da população ativa da freguesia emigrou para os Estados Unidos e para o Canadá.
Nos Anais do Município das Lajes, a freguesia é descrita da seguinte maneira:
Esta Lomba é muito abundante de lenhas, porque tem prédios que não produzem outra coisa. Na freguesia de Lomba, também há barros de que fazem telha, suposto ser um tanto fraca. Há cantaria branca, em partes muito torrosa; em razão do qual os edifícios, e o seus habitantes são abastados de cereais, criam muito gado, cultivam madeiras, também têm frutas, e frequentam a pesca.
A Lomba apresenta uma paisagem variada de mar e montanha, com diversos aspectos de grande interesse, nomeadamente:
- Lagoa da Lomba, um interessante lago mesotrófico de margens rasas sito num planalto verdejante;
- Rocha do Touro, uma rocha imponente que constitui um dos mais interessantes acidentes geológicos da ilha, donde se avistam as localidades de Lajes das Flores, Fazenda, Caveira e Santa Cruz e ainda a ilha do Corvo;
- Miradouro da Rocha do Touro;
- Portão da Fajã;
- Fajã de Pedro Vieira;
- Porto de Mar e costa limítrofe.
- Baixa do Amigo
- Bateria da Lomba

No seu património edificado, a freguesia tem os seguinte imóveis notáveis:
- Igreja paroquial de São Caetano, cuja construção primitiva data de 1698, ano da criação da própria Paróquia. Foi reedificada entre 1753 e 1759, sofrendo profundas obras de restauro entre os anos de 1873 e 1888;
- Casa do Divino Espírito Santo erigida em 1868[6] e reconstruída em 1892. Em 1880, a irmandade estava a organizar os seus estatutos, havendo então na ilha das Flores apenas uma irmandade com eles aprovados.

Na Lomba realizam-se festas em honra de Santo Antão, no Domingo Gordo; do Divino Espírito Santo, no Domingo de Pentecostes; de São Pedro, a 29 de junho; de São Caetano, no segundo fim-de-semana de agosto; e de Santa Teresinha, no segundo fim-de-semana de outubro. Para além destas festividades, celebram-se os Reis, no dia 6 de janeiro de cada ano.

## História da freguesia
Situda na costa leste da ilha, muito próxima da vila das Lajes, o foco do povoamento inicial da ilha e à qual pertenceu até muito tarde, o lugar da Lomba terá sido um dos primeiros a ser desbravado. Para além dessa proximidade, alguns factos históricos sugerem que o povoamento tenha ocorrido nos inícios do século XVI, já que a Fajã de Pedro Vieira, a norte do porto da freguesia, adquiriu o nome de um dos primeiros povoadores da ilha das Flores, um madeirense, companheiro de Gomes Dias Rodovalho, que encabeçou um grupo de colonos que se fixaram na zona das Lajes por volta do ano de 1510. Desse grupo inicial, fazia também parte Gonçalo Anes Malho que frei Diogo das Chagas informa ser casado com sua molher Genebra Gonsaluez e que vierão de lugar de Ourém donde erão naturais (…) e tiverão sua dada da banda das Lages, aonde se diz a Lomba da Boa Vista.
Concorrendo para a opinião de antiguidade do lugar, frei Diogo das Chagas localiza na Lomba a primeira ermida a ser erigida nas Flores, afirmando Como também dizerem que a primeira Igreja fui hua hermida de Santa Bárbara que se fez da banda ao Sul, aonde se diz a Lomba, e que pollo tempo se ueio a destruir esta hermida, da qual, e de sua destruição eu ouui fallar senão agora, e assim que tudo isto tenho por ridículo. Na Matriz das Lajes, onde a povoação da Lomba se manteve até à sua erecção como paróquia, havia uma Confraria de Santa Bárbara, ainda existente em 1761. Apesar da incerteza, a informação referida atesta da antiguidade do povoamento do lugar.
A primeira referência publicada sobre a freguesia da Lomba aparece na Historia Insulana do padre António Cordeiro, que se limita a informar que ainda desta Villa [das Lajes] para o Norte huma legoa, está o lugar chamado da Lomba, que consta de quasi cincoenta fogos, termo da jurisdição da Villa das Lagens.
O florentino padre José António Camões, conhecedor do lugar, descreve assim a Lomba:
Passada a ponta do ilheo Furado segue-se ao pé de uma rocha chamada a rocha do ilheo furado um porto muito rediculo chamado o Coutinho, onde varam os barcos da freguesia da Lomba, tem capacidade ao menos para 4 ou 5 barcos pequenos, mas não tem refugio senão para dois, quando muito correndo para sueste cahe uma ribeira chamada a ribeira do Gil, sobre a rocha da parte d’além está um forte com uma casa boa, e tem três peças. Acrescenta ainda que passada a Ribeira do Fundão, e correndo para sueste, segue-se em distancia, talvez de 3 leguas, sobre uma eminência, a freguesia da Lomba – orago de São Caetano. Tem reitor parocho com ordenado de 5 moios, 3 alqueires, ¼ 8 de trigo, 8$000 reis em dinheiro; e thesoureiro com um moio de trigo, e 6$000 em dinheiro e dá el-rei para fábrica 2$000.
O historiador acrescenta que o forte fora construído em 1820, de faxina, e por isso se acha já derrotado em parte, ou seja construído pelos povos obrigados a dar dias de trabalho ao Estado, a cuidado na construção não fora muito… Nessa época, a Lomba tinha juiz vintenário, escrivão, porteiro, rendeiro do 'verde e jurado sujeito à jurisdição das Lajes.
Por volta de 1698 o lugar da Lomba foi desanexada da paróquia da Matriz da Vila das Lajes, cuja jurisdição então se estendia da Ribeira Simão Dias até à Ribeira da Silva, sendo assim a sexta paróquia a ser criada na ilha.
A igreja paroquial da Lomba terá sido construída por volta de 1698, mas estava ainda incompleta em 1701, data dos primeiros registos paroquiais conhecidos para a freguesia. Em 1707 a igreja ainda não estava caiada.
A primitiva igreja foi reedificada a partir de 1753, ano em que tiveram início as obras, apenas ficando concluída em 1759. Foi novamente reedificada na década de 1880, sendo benzida a 24 de Fevereiro de 1886. A igreja voltou a ser alvo de vultosas obras em 2006.
A Casa do Espírito Santo foi construída em 1868 e reconstruída em 1892, sendo a Irmandade do Divino Espírito Santo da Lomba uma das primeiras a ter estatutos canonicamente sancionados, por volta de 1880.
Apesar de pertencerem a concelhos diferentes, a paróquia da Lomba teve jurisdição sobre o lugar da Caveira. A integração do lugar da Caveira na paróquia da Lomba, por desanexação da Matriz de Santa Cruz, ocorreu em 1757, determinada por alvará de 7 de julho daquele ano emitido pelo então bispo de Angra, D. frei Valério do Sacramento. O pedido de integração fora feito pelo vigário de Santa Cruz, padre Agostinho Pereira de Lacerda, e pelo reitor da Lomba, padre António Rodrigues Serpa.
O lugar da Caveira apenas foi desanexado da Lomba em 19 de dezembro de 1823, quando, por alvará de D. João VI de Portugal, foi elevado a freguesia.
Existiu na Lomba a segunda filarmónica a ser fundada no concelho, logo a seguir à da Vila das Lajes. Denominada Filarmónica Lombense Manuel Martins, foi fundada a 17 de abril de 1931, encontrando-se extinta há décadas.